# サラワクチャンバー
サラワクチャンバー (Sarawak Chamber) はボルネオ島のマレーシア領内サラワク州グヌン・ムル国立公園にある巨大な空洞である。世界で一番巨大な地下空洞である。

## 発見
サラワクチャンバーは、1981年1月に発見された。発見したのはアンディ・イービス、デイブ・チェックレイ、トニー・ホワイトの3人のベテラン探検家で、ベン・ライアンが率いる遠征でグヌン・ムル国立公園内の未開の地を探索しているときであった。
この区域において新規に発見された洞窟を調査しているときに、巨大な空洞のようなものに出くわした。強力なランプの光量でも反対側の壁を照らすことができないほどであった。
後に、サラワクチャンバーと名付けられ、測量の結果、長さ700メートル・幅400メートル・高さ80メートルであり、このサイズは、それまで最大の地下空洞と考えられていたカールズバッド洞窟群国立公園（ニューメキシコ州）の3倍の大きさであることがわかった。
発見の物語は、ドナルド・ジャクソンによって Underground Worlds という本で紹介されている。

## 地質学と形成
サラワクチャンバーは、以下の2つの主因により形成された。
- 1つ目は200万年から500万年前に発生した土地の隆起
- 2つ目は柔らかい石灰岩と他の硬い岩石が熱帯雨林の多雨により侵食速度の違いが発生したこと

## 地下空洞の位置
サラワクチャンバーは Good Luck Cave と呼ばれる洞窟の中にあり、洞窟内には水が流れているところもあるため、途中で泳いだり水路を横断したりする必要がある。また、洞窟入り口までは国立公園の本部から徒歩で3-4時間歩く必要があり、夜間行動ができないためキャンプを行いながらの行程となる。

## 外部サイト
- description - Good Luck Cave紹介ページ （英語）